# Lijst van personen uit Buenos Aires
Dit is een chronologische lijst van personen uit Buenos Aires (stad) en Buenos Aires (provincie). Buenos Aires is de hoofdstad en een gelijknamige provincie van Argentinië. Het gaat om personen die hier zijn geboren.

## Geboren in Buenos Aires

### Voor 1800
- Manuel Blanco Encalada (1790-1876), president van Chili
- Juan Manuel de Rosas (1793-1877), militair leider en politicus

### 1800-1899

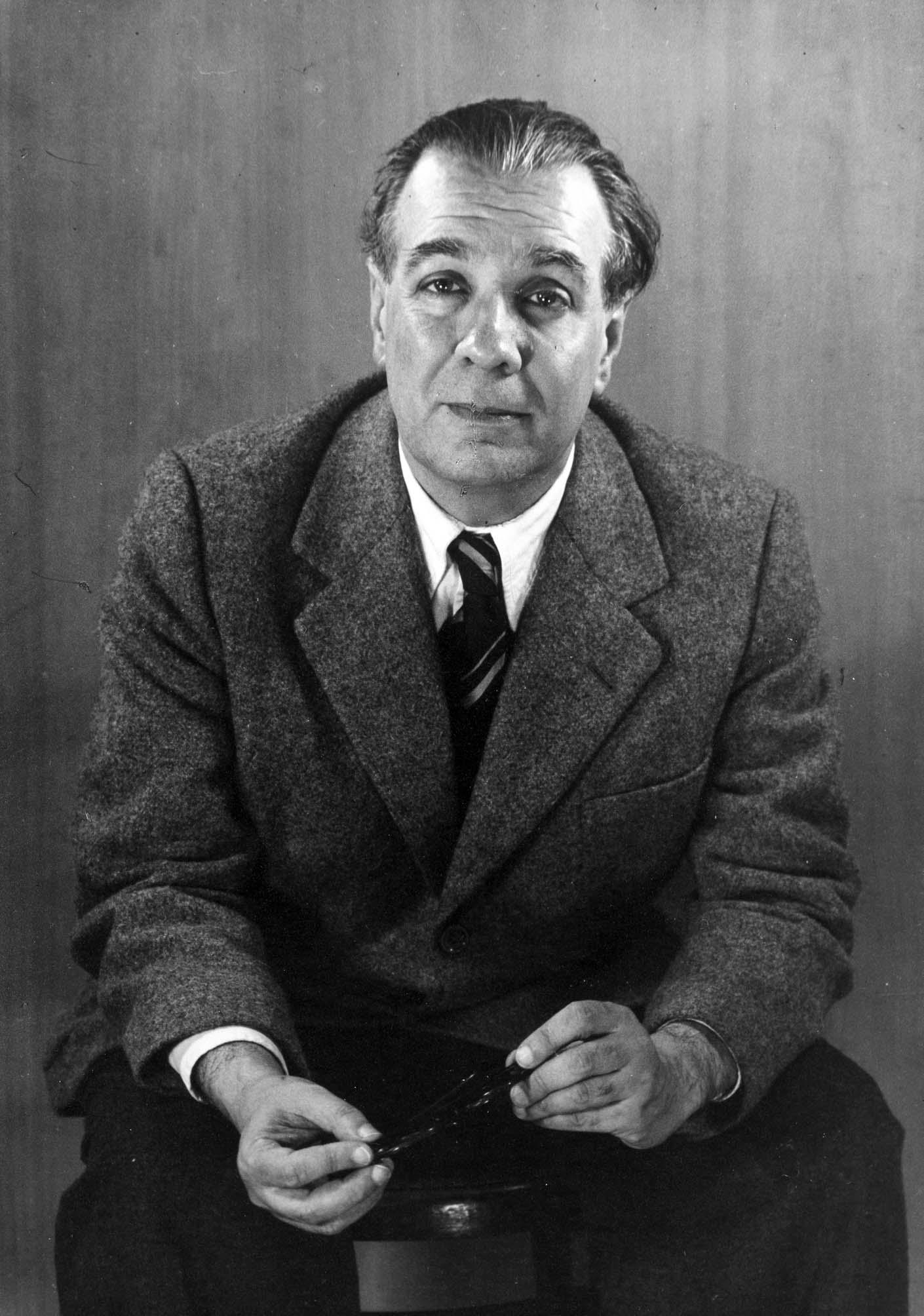
Schrijver Jorge Luis Borges (1899-1986)

- Luis Sáenz Peña (1821-1907), president van Argentinië
- Roque Sáenz Peña (1851-1914), president van Argentinië
- Hipólito Yrigoyen (1852-1933), president van Argentinië
- Julián Aguirre (1868-1924), componist, pianist en muziekcriticus
- Carlos Saavedra Lamas (1878-1959), academicus, politicus en Nobelprijswinnaar (1936)
- Bernardo Houssay (1887-1971), fysioloog en Nobelprijswinnaar (1947)
- Giulietta Martelli-Tamoni (1890-1975), Zwitserse schrijfster en dichteres
- Pedro Calomino (1892-1950), voetballer
- Jorge Luis Borges (1899-1986), dichter en schrijver
- Ramón Muttis (1899-1955), voetballer
- Américo Tesoriere (1899-1977), voetballer

### 1900-1909
- Natalio Perinetti (1900-1985), voetballer
- Luis Monti (1901-1983), voetballer
- Adolfo Zumelzú (1902-1973), voetballer
- Cesáreo Onzari (1903-1964), voetballer
- Silvina Ocampo (1903-1993), dichteres
- Domingo Tarasconi (1903-1991), voetballer
- Ricardo Balbín (1904-1981), advocaat en politicus
- Colette Oltramare (1904-1980), Zwitserse architecte en politica
- Olga Brand (1905-1973), Zwitserse onderwijzeres en schrijfster
- Guillermo Stábile (1905-1966), voetballer en voetbaltrainer
- Pedro Quartucci (1905-1983), bokser
- Alberto Zorrilla (1906-1986), zwemmer
- Leonor Fini (1907-1996), kunstschilderes
- Juan Botasso (1908-1950), voetballer
- Carlos Peucelle (1908-1990), voetballer
- Attilio Demaría (1909-1990), Italo-Argentijns voetballer

### 1910-1919

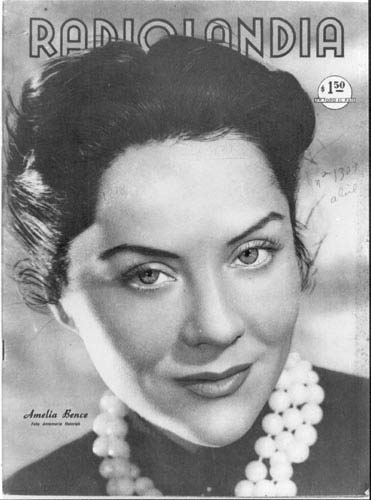
Actrice Amelia Bence (1914-2016)

- Helenio Herrera (1910-1997), voetballer en trainer
- Victorio Spinetto (1911-1990), voetballer en trainer
- Alberto Santiago Lovell (1912-1966), bokser
- Amelia Bence (1914-2016), actrice
- Adolfo Bioy Casares (1914-1999), schrijver, journalist en vertaler
- G.B.J. Hiltermann (1914-2000), Nederlands politiek commentator
- Raúl Alberto Lastiri (1915-1978), president van Argentinië
- Bernardo Gandulla (1916-1999); voetballer
- José Manuel Moreno (1916-1978), voetballer
- Bernard Blier (1916-1989), Frans acteur
- Ángel Labruna (1918-1983), voetballer
- Dick Haymes ((1918-1980), Amerikaans zanger, acteur
- Gogó Andreu (1919-2012), acteur en komiek
- Miguel Ángel Rugilo (1919-1993),  voetballer

### 1920-1929
- Marcos Aurelio (1920), voetballer
- José Barreiro (1920), voetballer
- Mario Boyé (1922-1992), voetballer
- Juan Carlos Lorenzo (1922-2001), voetballer
- Norberto Méndez (1923-1998), voetballer
- Roberto Eduardo Viola Prevedini (1924-1994), president van Argentinië
- Néstor Rossi (1925-2007), voetballer
- Adolfo Kaminsky (1925), Frans verzetsstrijder
- Alfredo Di Stéfano (1926-2014), voetballer
- Eduardo Ricagni (1926), voetballer
- Noemí Simonetto de Portela (1926-2011), atlete
- Eliseo Mouriño (1927-1961), voetballer
- Juan José Pizzuti (1927-2020), voetballer
- Adolfo Gilly (1928-2023), historicus en politicoloog
- Santiago Vernazza (1928-2017), voetballer
- Jorge Zorreguieta (1928-2017), politicus
- Alejandro de Tomaso (1928-2003), Argentijns-Italiaans Formule 1-coureur
- Ernesto Grillo (1929-1998), voetballer
- Eliseo Prado (1929-2016), voetballer

### 1930-1939
- Juan Gelman (1930-2014), dichter

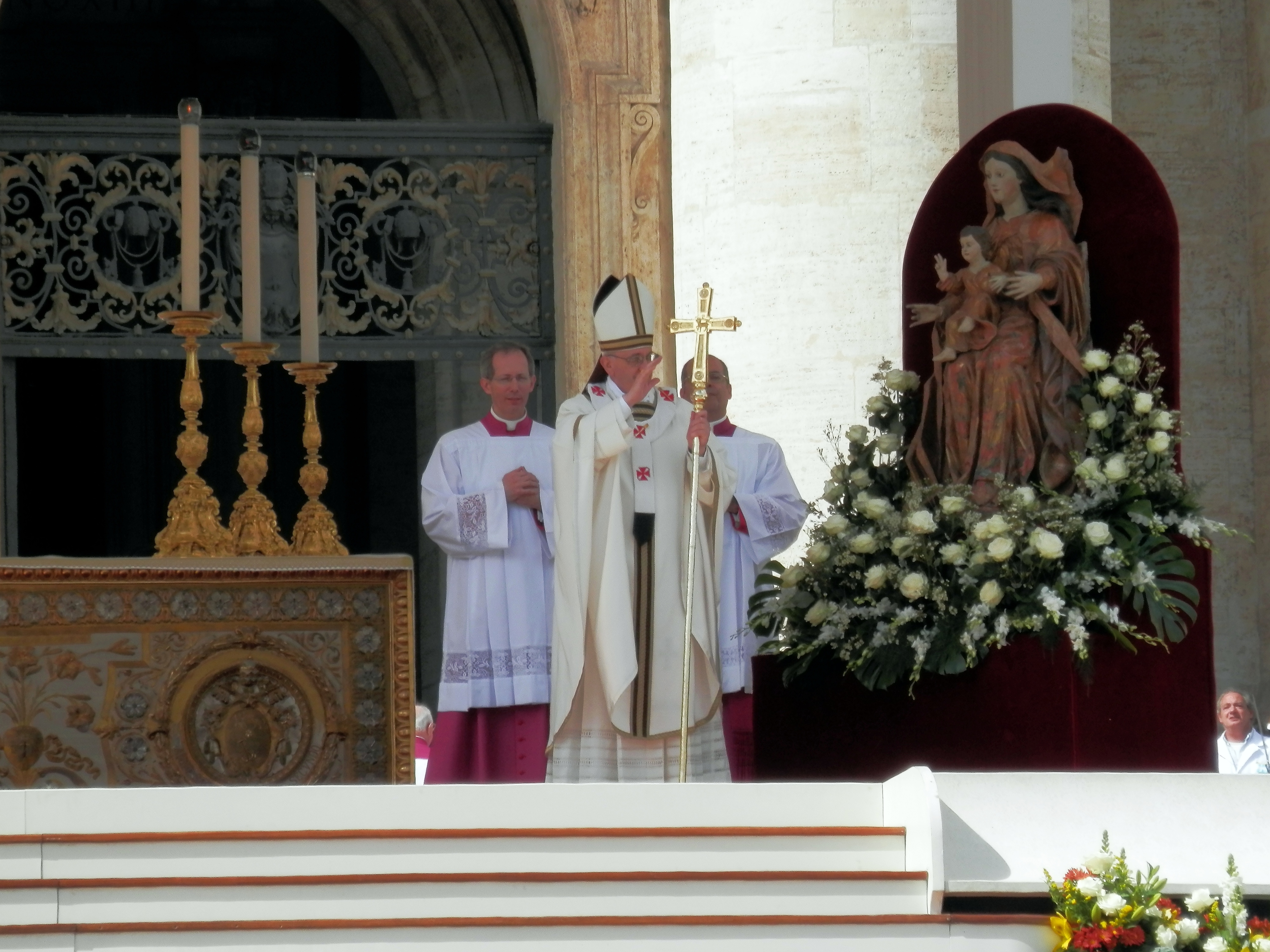
Inhuldiging Paus Franciscus (1936-2025)

- Norberto Conde (1931-2014), voetballer
- Mauricio Kagel (1931-2008), componist, dirigent en regisseur
- Adolfo Pérez Esquivel (1931), beeldhouwer, architect, activist en Nobelprijswinnaar (1980)
- Guillermo Mordillo (1932-2019), cartoonist
- Manuel Puig (1932-1990), schrijver
- José Varacka (1932-2018), voetballer en -trainer
- Antonio Roma (1932-2013), voetballer
- Lalo Schifrin (1932-2025), (film)componist, dirigent en pianist
- Roberto Zárate (1932-2013), voetballer
- Linda Cristal (1934-2020), actrice
- Ernesto Laclau (1935-2014), politicoloog
- José Sanfilippo (1935), voetballer
- Esther Vilar (1935), Argentijns-Duits schrijfster
- Alejandro Doria (1936-2009), regisseur
- Nelly Kaplan (1936), Frans schrijfster en cineaste
- Norberto Menéndez (1936-1994), voetballer
- Paus Franciscus (1936-2025), geboren Jorge Mario Bergoglio, tot 2013 kardinaal-aartsbisschop van Buenos Aires
- Antonio Angelillo (1937-2018), voetballer
- Tamara Bunke, "Tania de Guerrilla" (1937-1967), Duits-Argentijns communistisch revolutionair
- María Kodama (1937-2023), dichteres
- Silvio Benedicto Benedetto (1938), kunstenaar, muralist
- Carlos Bilardo (1938), voetbaltrainer en voormalig profvoetballer
- Carmen Argibay (1939-2014), jurist, opperrechter
- Raúl Madero (1939-2021), voetballer

### 1940-1949

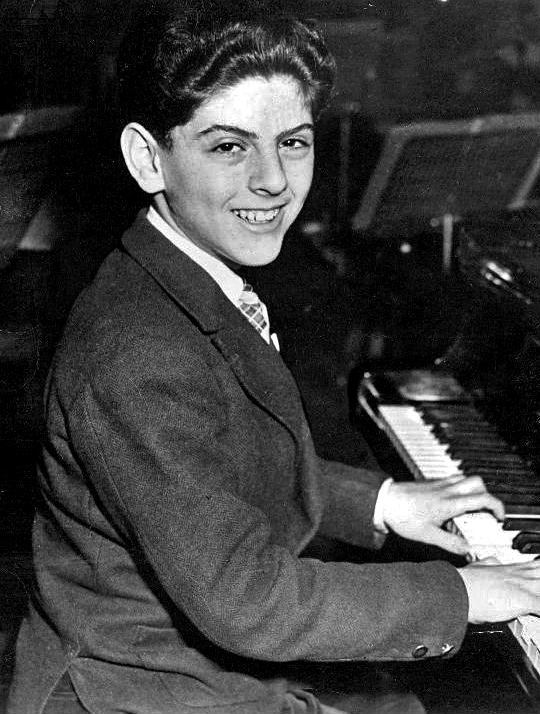
Pianist en dirigent Daniel Barenboim (1942)

- Silvio Marzolini (1940-2020), voetballer
- Martha Argerich (1941), pianiste
- Daniel Barenboim (1942), Israëlisch pianist en dirigent
- Ariel Dorfman (1942), schrijver en mensenrechtenactivist
- Carlos Trillo (1943-2011) scenarist van stripverhalen
- Narciso Doval (1944-1991), voetballer
- Luis Alberto Nicolao (1944), zwemmer
- Alfredo Obberti (1945), voetballer
- Héctor Babenco (1946), Braziliaans filmregisseur van Argentijnse afkomst
- Eduardo Camaño (1946), president van Argentinië (2001-2002)
- Jorge Habegger (1946), voetbaltrainer
- Oswaldo Piazza (1947), voetballer
- Carlos Franzetti (1948), componist, dirigent, pianist en arrangeur
- Inés Weinberg de Roca (1948), advocaat, rechter
- Carlos Babington (1949), voetballer
- Carlos Bianchi (1949), voetballer
- Gerónimo Saccardi (1949-2002), voetballer

### 1950-1959
- Miguel Ángel Brindisi (1950), voetballer en voetbaltrainer
- Olivia Hussey (1951-2024), actrice
- Ricardo Lavolpe (1952), voetballer
- Julio Alberto Poch (1952), piloot
- Alejandro Sabella (1954-2020), voetballer en voetbaltrainer
- Miguel Stigter (1955), Nederlands acteur
- Mercedes Doretti (1959), forensisch antropologe en mensenrechtenactivist
- Alberto Fernández (1959), president van Argentinië (2019)

### 1960-1969

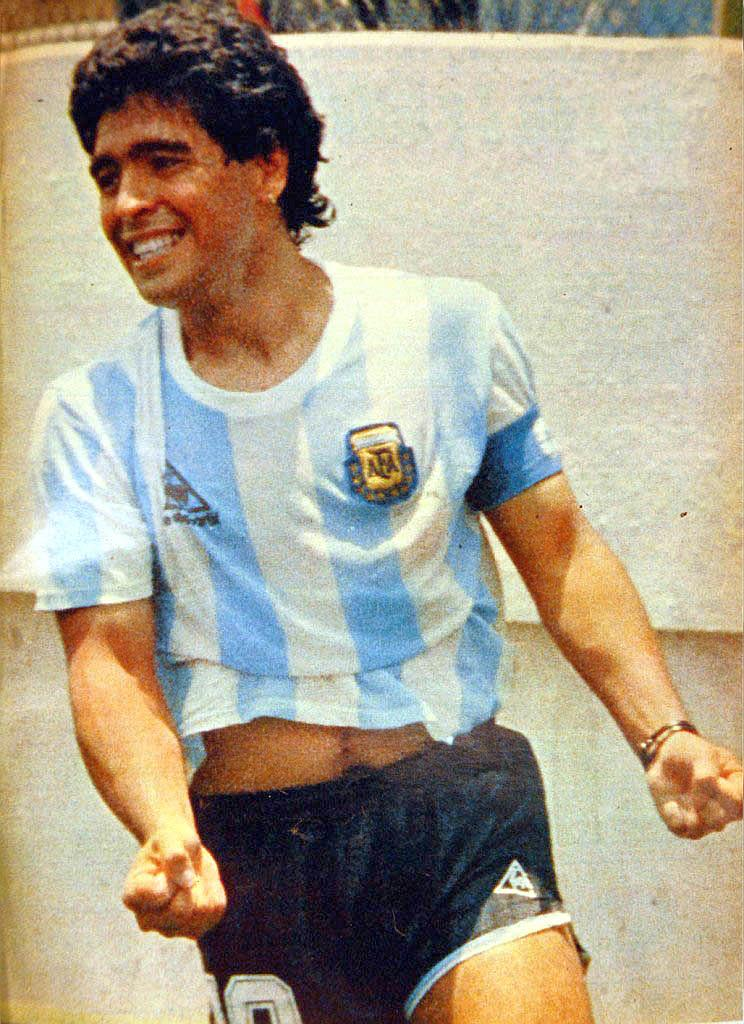
Voetballer en voetbaltrainer Diego Maradona (1960-2020)

- Diego Maradona (1960-2020), voetballer
- Dominic Miller (1960), Brits gitarist
- Darío Rojas (1960), Boliviaans voetballer
- Daniel Castellani (1961), volleyballer en volleybalcoach
- Sergio Batista (1962), voetballer en voetbalcoach
- Gustavo Costas (1963), voetballer en voetbalcoach
- Gaspar Noé (1963), filmregisseur
- Martín Jaite (1964), tennisser
- Horacio de la Peña (1966), tennisser
- Carlos Weber (1966), volleyballer en volleybalcoach
- Fernando Borrero (1968), volleyballer
- Guillermo Martínez (1969), volleyballer
- Guillermo Pérez Roldán (1969), tennisser
- Fernando Redondo (1969), voetballer
- Carlos Retegui (1969), hockeyer en hockeycoach
- Diego Soñora (1969), voetballer

### 1970-1979
- Claudia Amura (1970), schaakster
- Orlando Baccino (1970), judoka

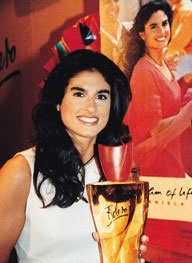
Tennisster Gabriela Sabatini (1970)

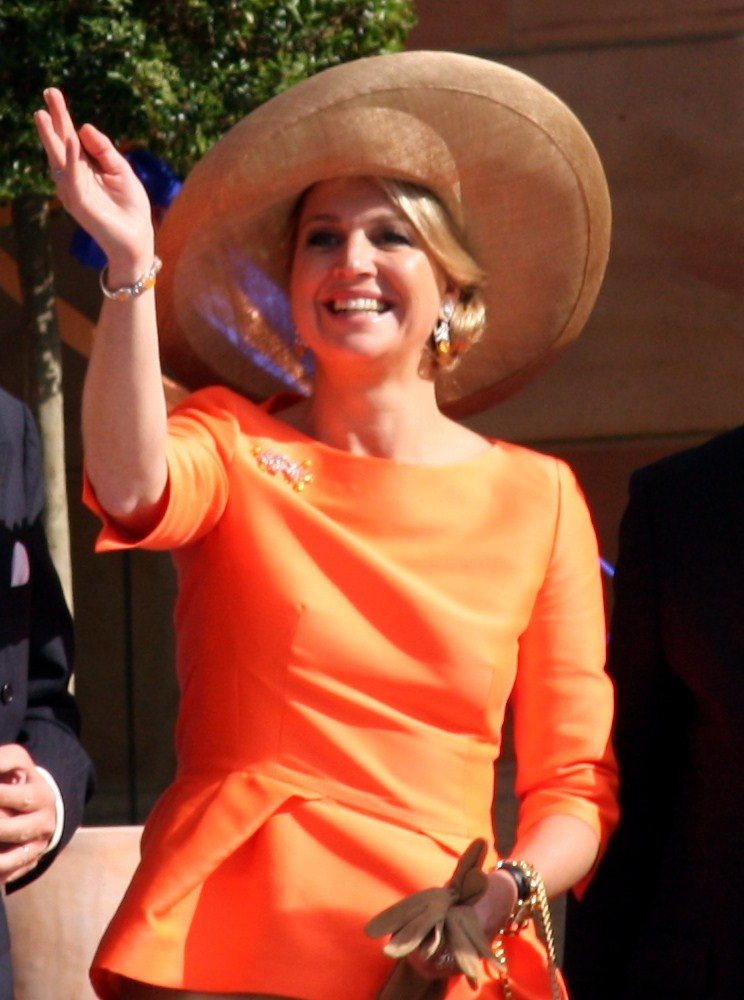
Koningin Máxima der Nederlanden (1971)

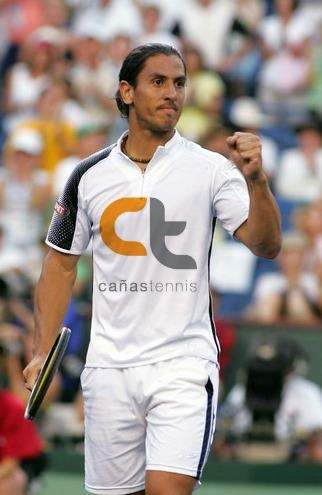
Tennisser Guillermo Cañas (1977) in actie

- Javier Milei (1970), econoom en politicus; president van Argentinië sinds 2023
- Gabriela Sabatini (1970), tennisster
- José Salema (1970), beachvolleyballer
- Diego Simeone (1970), voetballer
- Karina Masotta (1971), hockeyster
- Guillermo Quaini (1971), volleyballer
- Máxima Zorreguieta (1971), echtgenote van de Nederlandse koning Willem-Alexander
- Sebastián Jabif (1973), volleyballer
- Javier Zanetti (1973), voetballer
- Serena Amato (1974), zeilster
- Mariano Baracetti (1974), beachvolleyballer
- Gastón Etlis (1974), tennisser
- Pablo Pereira (1974), volleyballer
- Alejandro Romano (1974), volleyballer
- José Luis Sánchez (1974-2006), voetballer
- Mariela Antoniska (1975), hockeyster
- Leonel Pernía (1975), autocoureur
- Franco Squillari (1975), tennisser
- Nancy Álvarez (1976), triatlete
- Bérénice Bejo (1976), Frans-Argentijnse actrice
- Ariel Ibagaza (1976), voetballer
- Mariano Juan (1976), voetballer
- Cecilia Rognoni (1976), hockeyster
- Juan Pablo Sorín (1976), voetballer
- Solange Witteveen (1976), atlete
- Guillermo Cañas (1977), tennisser
- Pablo Ricchetti (1977), voetballer
- Mía Maestro (1978), actrice
- Mariano Puerta (1978), tennisser
- Gastón Gaudio (1978), tennisser
- Juan Ignacio Chela (1979), tennisser
- Patricio González (1979), voetballer
- Diego Milito (1979), voetballer
- Diego Placente (1979), voetballer
- Julián Speroni (1979), voetballer

### 1980-1989
- Esteban Cambiasso (1980), voetballer
- Federico Insúa (1980), voetballer
- Santiago Ladino (1980), voetballer
- Gabriel Milito (1980), voetballer
- Luis Scola (1980), basketballer
- Lucho González (1981), voetballer
- Javier Saviola (1981), voetballer
- Mariano Esteban Uglessich (1981), voetballer
- Hernán Losada (1982), voetballer
- Luciano Olguin (1982), voetballer
- Ignacio Serricchio (1982), acteur
- Victor Figueroa (1983), voetballer
- Mariano Andújar (1983), voetballer
- Mariano Izco (1983), voetballer
- Franco Dario Cángele (1984), voetballer
- Federico Higuaín (1984), voetballer
- Maximiliano López (1984), voetballer
- Rosario Luchetti (1984), hockeyster
- Sofia Maccari (1984), hockeyster
- Nicolás Pareja (1984), voetballer
- Carla Rebecchi (1984), hockeyster
- Mauro Boselli (1985), voetballer
- Esteban Guerrieri (1985), autocoureur
- Pablo Zabaleta (1985), voetballer
- Sebastián Leto (1986), voetballer
- Matías Fernández (1986), voetballer
- Esteban Giglio (1986), voetballer
- Fernando Muslera (1986), Uruguayaans voetbaldoelman
- Gabriel Paletta (1986), voetballer
- Pablo Osvaldo (1986), Italiaans voetballer
- Mariela Scarone (1986), hockeyster
- Lucas Vila (1986), hockeyer
- Raúl Bobadilla (1987), voetballer
- Federico Fazio (1987), voetballer
- Luisana Lopilato (1987), model, actrice en zangeres
- Daniela Sruoga (1987), hockeyster
- Rocío Sánchez Moccia (1988), hockeyster
- Nicolás Otamendi (1988), voetballer
- Federico Vieyra (1988), handballer
- Matías Defederico (1989),  voetballer
- Emiliano Insúa (1989), voetballer
- Delfina Merino (1989), hockeyster
- Ezequiel Schelotto (1989), Italiaans voetballer
- Lucas Orbán (1989), voetballer
- Valentin Verga (1989), Nederlands hockeyer

### 1990-1999
- Cristian Erbes (1990), voetballer
- Josefina Sruoga (1990), hockeyster
- Juan Sánchez Miño (1990), voetballer
- Luis Fariña (1991), voetballer
- Luis Solignac (1991), voetballer
- Sergio Araujo (1992), voetballer
- Leandro González Pirez (1992), voetballer
- Gonzalo Peillat (1992), hockeyer
- Florencia Habif (1993), hockeyster
- Luciano Acosta (1994), voetballer
- Gaspar Íñiguez (1994), voetballer
- Leandro Paredes (1994), voetballer
- Héctor Villalba (1994), voetballer
- Cristian Espinoza (1995), voetballer

### Vanaf 2000
- Santiago Giménez (2001), Argentijns-Mexicaans voetballer
- Román Vega (2004), voetballer
- Valentín Carboni (2005), voetballer